# Nuevo Tesoro
Nuevo Tesoro är en ort i Mexiko.   Den ligger i kommunen Huixtla och delstaten Chiapas, i den sydöstra delen av landet, 800 km sydost om huvudstaden Mexico City. Nuevo Tesoro ligger 600 meter över havet och antalet invånare är 150.
Terrängen runt Nuevo Tesoro är varierad. Runt Nuevo Tesoro är det ganska tätbefolkat, med 104 invånare per kvadratkilometer. Närmaste större samhälle är Huixtla, 9,5 km sydost om Nuevo Tesoro. I omgivningarna runt Nuevo Tesoro växer i huvudsak städsegrön lövskog.